# Бенджи, Закс и Звездния принц
„Бенджи, Закс и Звездния принц“ (на английски: Benji, Zax & the Alien Prince) е американски детски научнофантастичен сериал на компанията CBS.

## Сюжет
Тиранинът Зану (Кенет Р. Марло) е завзел далечната планета Антарс, убил е краля, а кралицата е хвърлил в затвора. Техният син принц Юби (Кристофър Бъртън) бяга на Земята заедно с дроида Закс и там попадат на безстопанственото куче Бенджи, което става техен приятел. По следите им със задачата да заловят Юби изпращат трима преследвачи – Дара (Анджи Болинг до 7 епизод, Анна Холбрук - 8 - 13 епизод), Кибер (Далас Майлс)и дроида Зорд. Те обикалят из страната в черен микробус с решетъчна параболична антена на покрива и търсят принца.
За да могат да живеят на Земята, жителите на Антарс трябва да носят специална гривна. В един от епизодите банда хлапета открадва гривната на принц Юби и той едва не умира.

## Епизоди
1. „The Prince and the Bag Lady“
2. „U.F.O.“
3. „The Day of the Hunter“
4. „Goldmine“
5. „Goodbye to Earth“
6. „Ghostown“
7. „The Locals“
8. „Puppy Love“
9. „Double Trouble“
10. „Don't Fence Me In“
11. „The Flying Lesson“
12. „Benji Call Home“
13. „Decoy Droid“

## В България
Сериалът се излъчва през втората половина на 80-те години на XX век по Първа програма на Българската телевизия. В дублажа участва Цветан Ватев в ролята на Закс.
На 2 февруари 2010 г. започва повторно излъчване по Нова телевизия, от вторник до събота от 17:30. Дублажът е записан наново. Ролите се озвучават от артистите Даниела Йорданова, Мариана Жикич, Симеон Владов, Иван Танев и Светозар Кокаланов.